# 霍多德鄉
47°24′N 23°02′E / 47.400°N 23.033°E
霍多德鄉（羅馬尼亞語：Comuna Hodod, Satu Mare），是羅馬尼亞的鄉份，位於該國西北部，由薩圖馬雷縣負責管轄，面積77平方公里，海拔高度250米，2007年人口2,953，人口密度每平方公里38人。